# 中华民国内政部 (汪精卫国民政府)
汪精卫国民政府于1940年3月成立中华民国内政部。

## 沿革
1940年3月内政部成立，隶属于行政院，陈群出任内政部长，此前陈群也是維新政府內政部長。下设有总务、民政、卫生、地政、礼俗、地政司等机构。
1941年8月，原警政部撤销、并入内政部，设立警政总署（1943年又改为警政司）。1943年1月，原边疆委员会撤销、并入内政部，设立边疆局。
1943年9月，陈群调任江苏省长，实业部长梅思平出任内政部长。

## 主要官员
内政部主要官员包括：
- 部长：陳群（1940年3月31日任）、梅思平（1943年9月10日任）
- 政务次长：江履谦（1940年3月31日任）、李文滨（1941年8月19日任）、袁愈佺（1945年5月3日任）
- 常务次长：李文滨（1940年3月31日任）、王敏中（1941年8月19日任）
- 次长：王敏中（1943年1月19日任）、袁愈佺（1943年10月5日任）
- 简任秘书（1944年5月在职）：潘鄂年、张文焕
- 总务司长：郭洪（1944年5月在职）
- 民政司长：孙祖基（1944年5月在职）
- 礼俗司长：项洵（1944年5月在职）
- 地政司长：郑君礼（1944年5月在职）
- 警政司长：章骏（1944年5月在职）
- 边务局长：袁愈佺（1944年5月在职）
- 禁烟总局局长：章骏（1944年5月在职）
- 统计处长：施瑾（1944年5月在职）
- 中央医院院长：罗广霖（1940年6月18日任）
- 县政人员训练所副所长：沈德骥（1944年5月在职）
- 咨询委员（1944年5月在职）：克兴额、加拉利丁、徐龙泉、时维镛
- 警政总署署长：苏成德（1941年8月16日任）
- 首都警察厅厅长：苏成德（1941年8月16日任）
- 保甲推进委员会主任委员：王敏中（1941年10月10日）
- 边疆局局长：蔡秉禄（1945年5月8日任）